# Вуяк, Бригита
Бригита Вуяк(-Претцшнер) (девичья фамилия Кюнзель) (нем. Brigitte Wujak(-Pretzschner); род. 6 марта 1955, Карл-Маркс-Штадт) — восточно-германская прыгунья в длину, серебряный призёр летних Олимпийских игр 1980 года в Москве.
Незадолго до Олимпиады вышла замуж за бегуна на средние дистанции Волкера Вуяка (нем. Volker Wujak).
На Олимпиаде в Москве Вуяк завоевала серебряную медаль с личным рекордом 7,04 м, уступив советской прыгунье Татьяне Колпаковой (7,06 м). Бронзовую медаль выиграла другая советская спортсменка Татьяна Скачко (7,01 м).